# Museu Nacional de História da Romênia
O Museu Nacional de História da Romênia (português brasileiro) ou Roménia (português europeu) é um museu localizado na Calea Victoriei em Bucareste, Romênia, que contém artefatos históricos do país desde a pré-história até os tempos modernos.
O museu está localizado no interior do antigo Palácio dos Serviços Postais  que também abriga um museu filatélico. Com uma superfície de mais de 8.000 metros quadrados, o museu tem aproximadamente 60 salas de exposição. As exposições permanentes incluem um molde em gesso em tamanho natural da Coluna de Trajano, jóias da coroa romena e o tesouro Pietroasele.
A construção do edifício foi autorizada em 1892 sendo escolhido o arquiteto Alexandru Savulescu para a execução do projeto. Construído em estilo eclético, a sua fachada em pedra apresenta um pórtico suportado por 10 colunas dóricas.
A partir de 2012, o museu está passando por um extenso trabalho de restauração e está apenas parcialmente aberto; um sítio arqueológico medieval foi descoberto durante as escavações.

## Galeria fotográfica

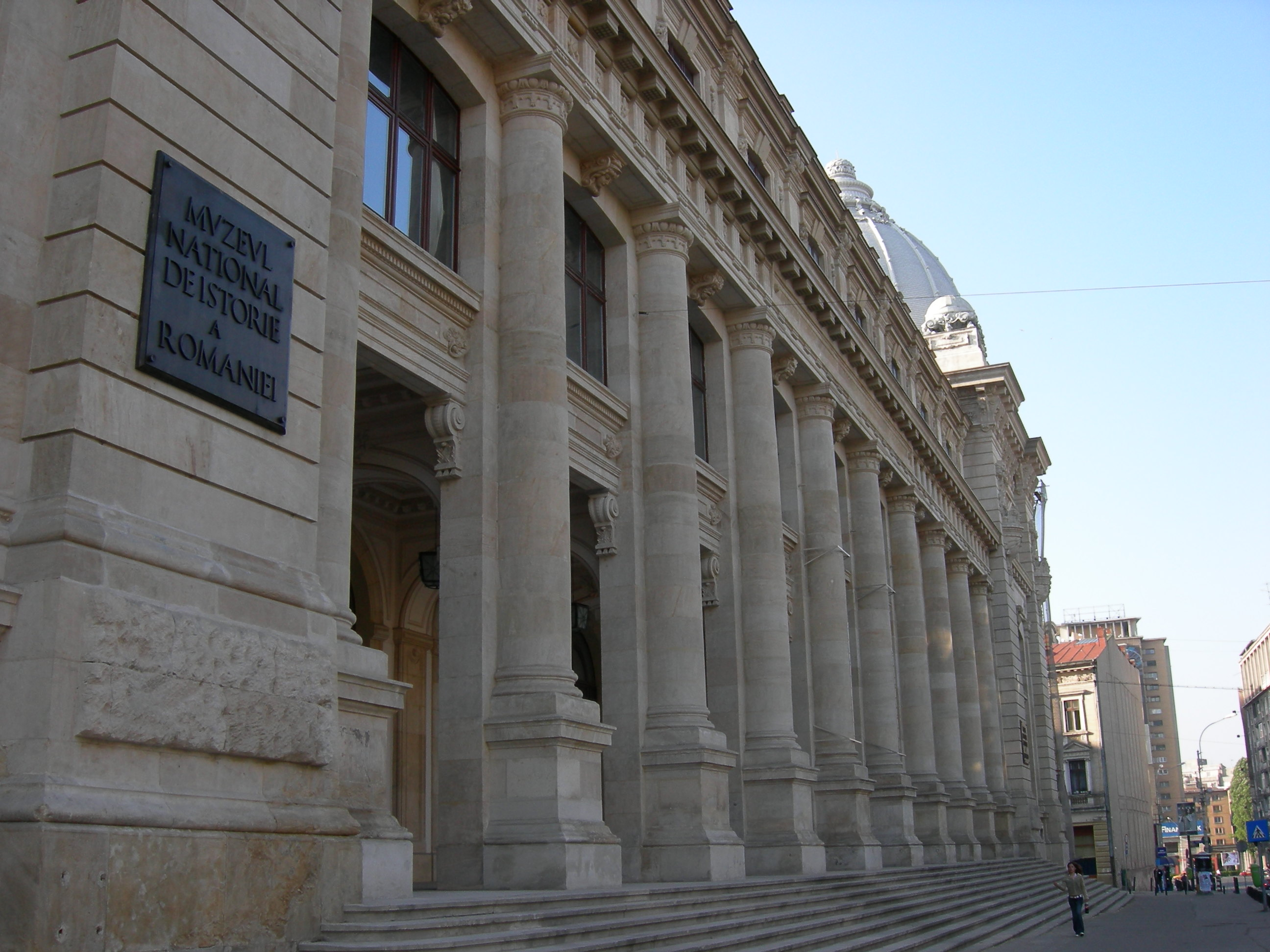
Principal fachada do edificio
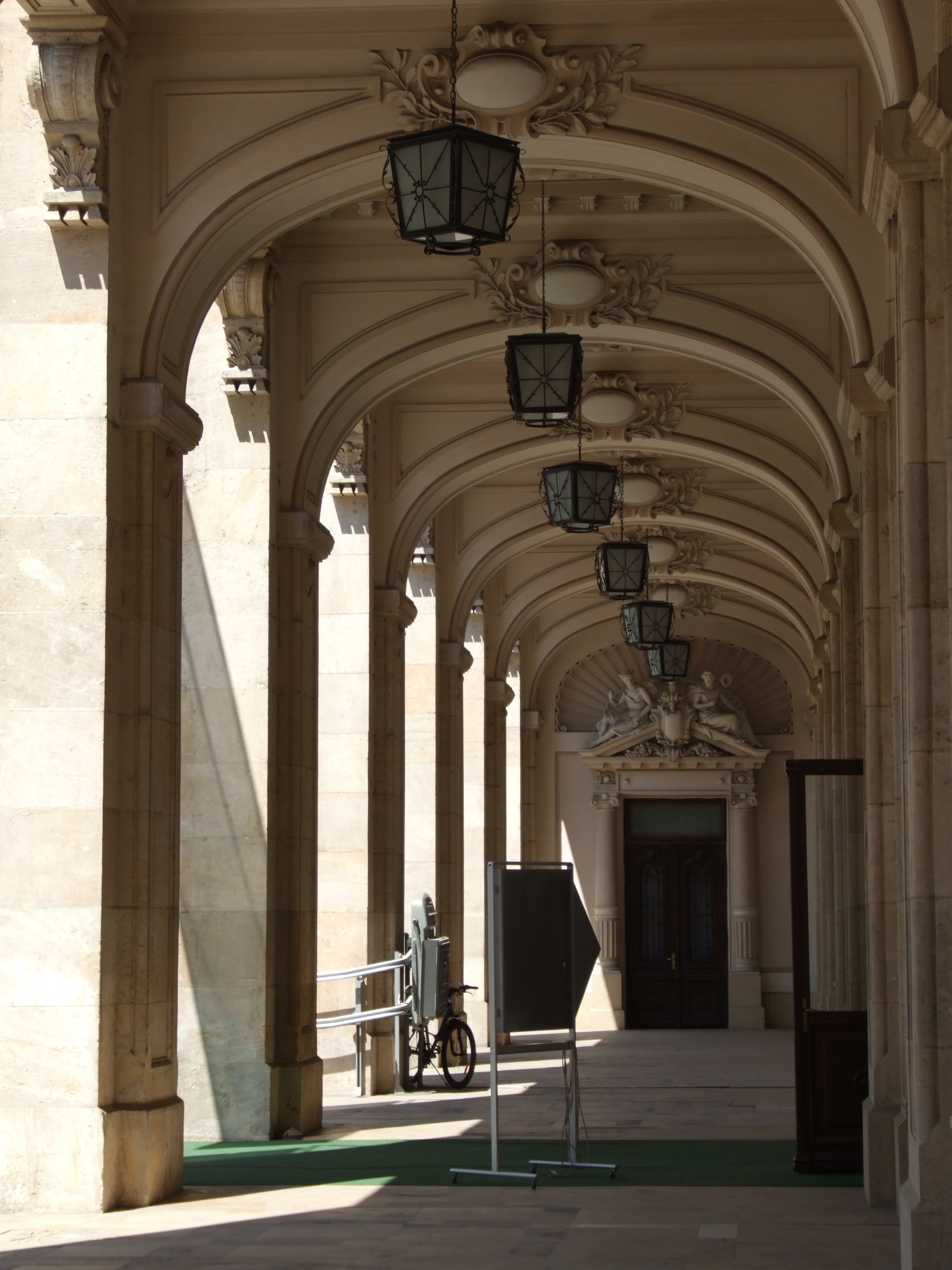
Arcadas
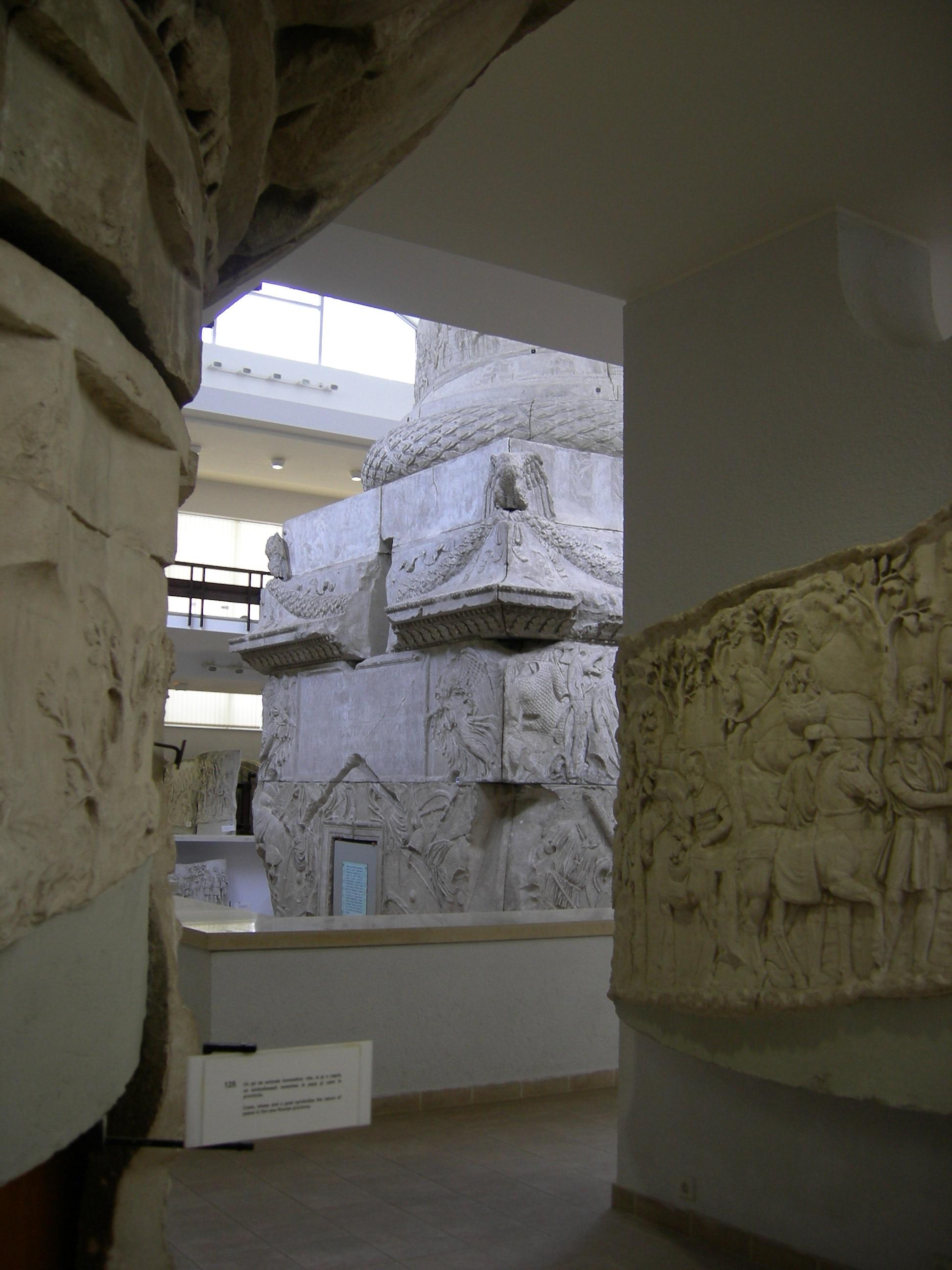
Coluna de Trajano
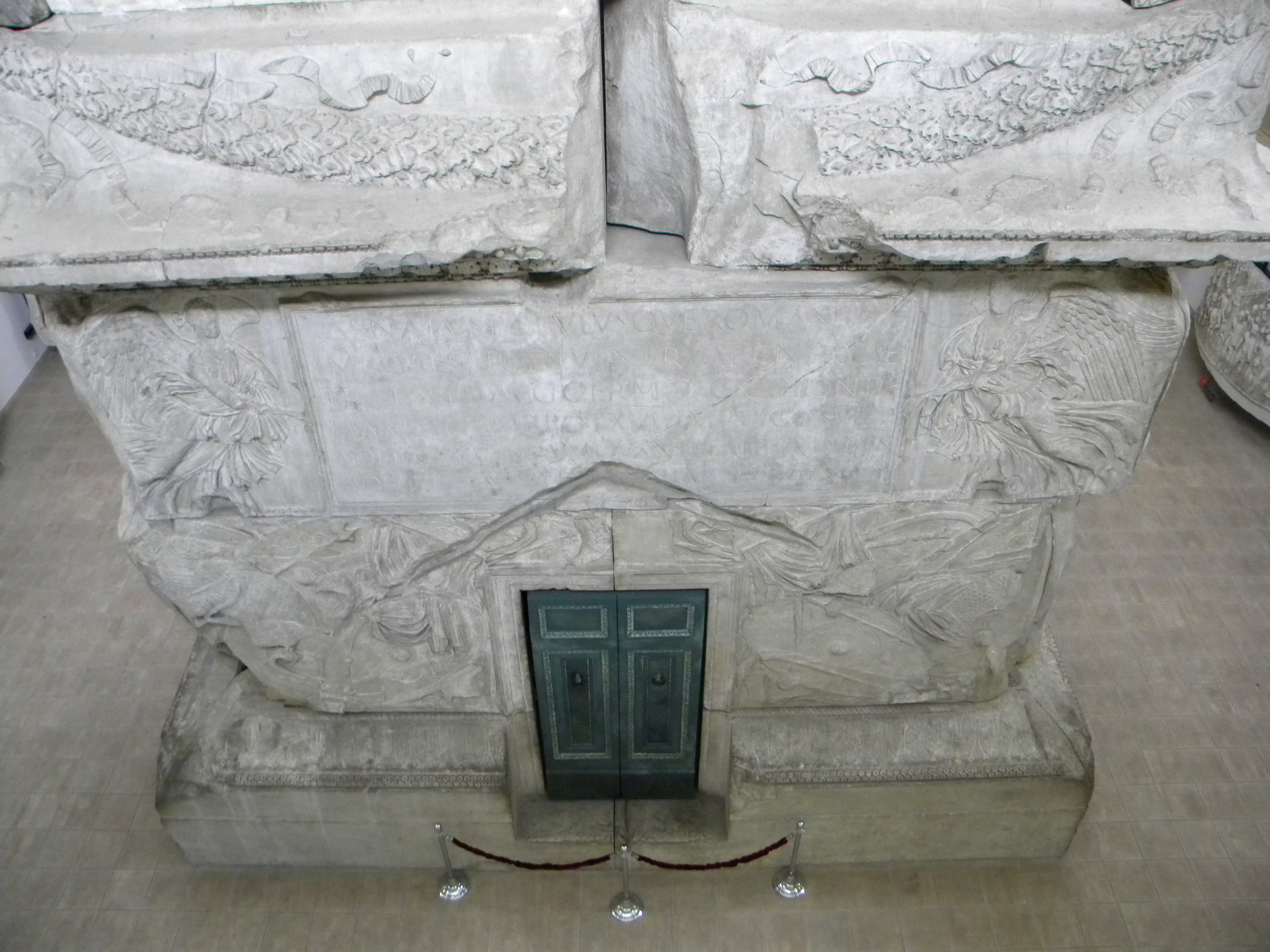
Coluna de Trajano
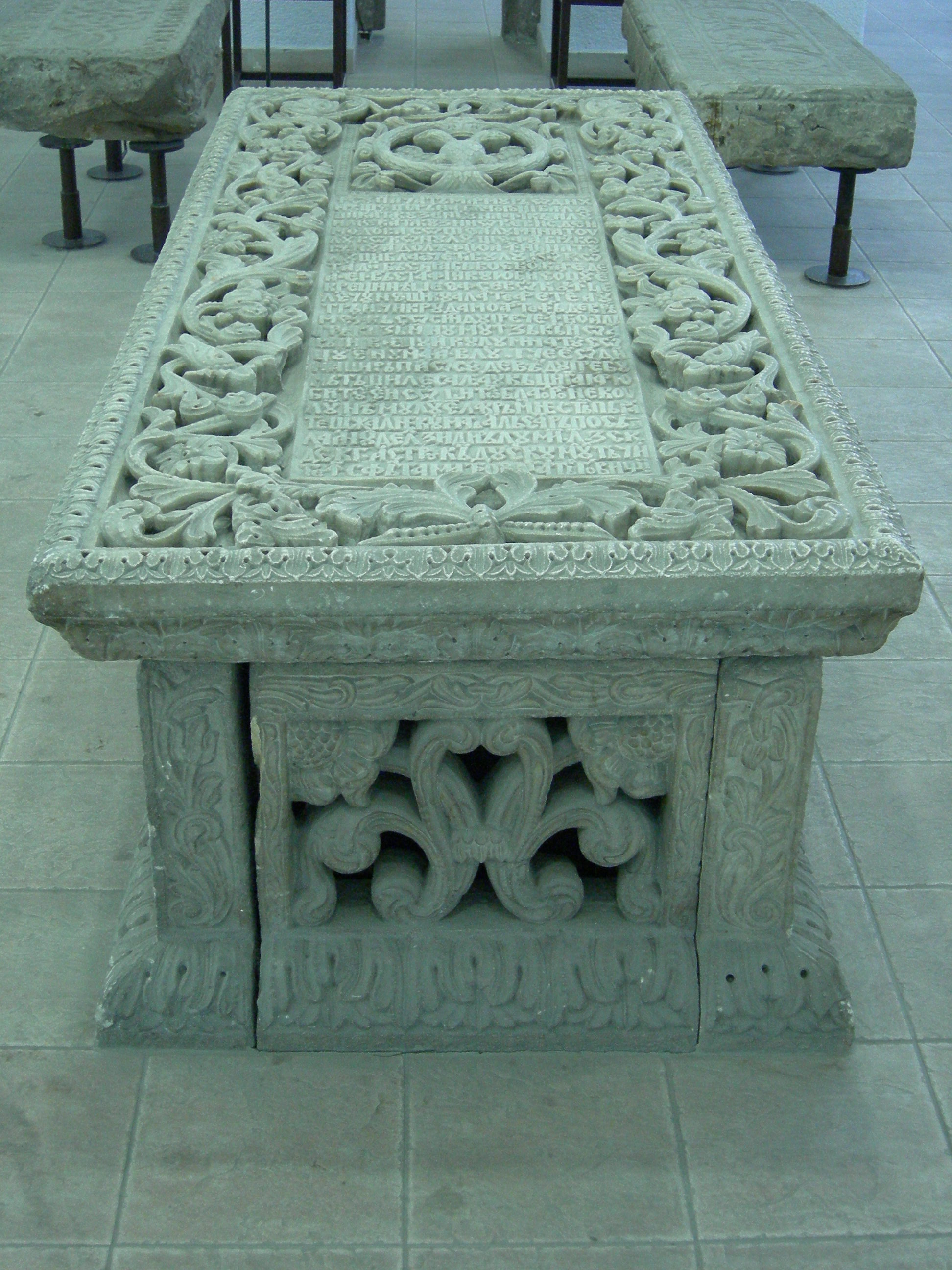
O sarcófago da princesa Bălașa Cantacuzino
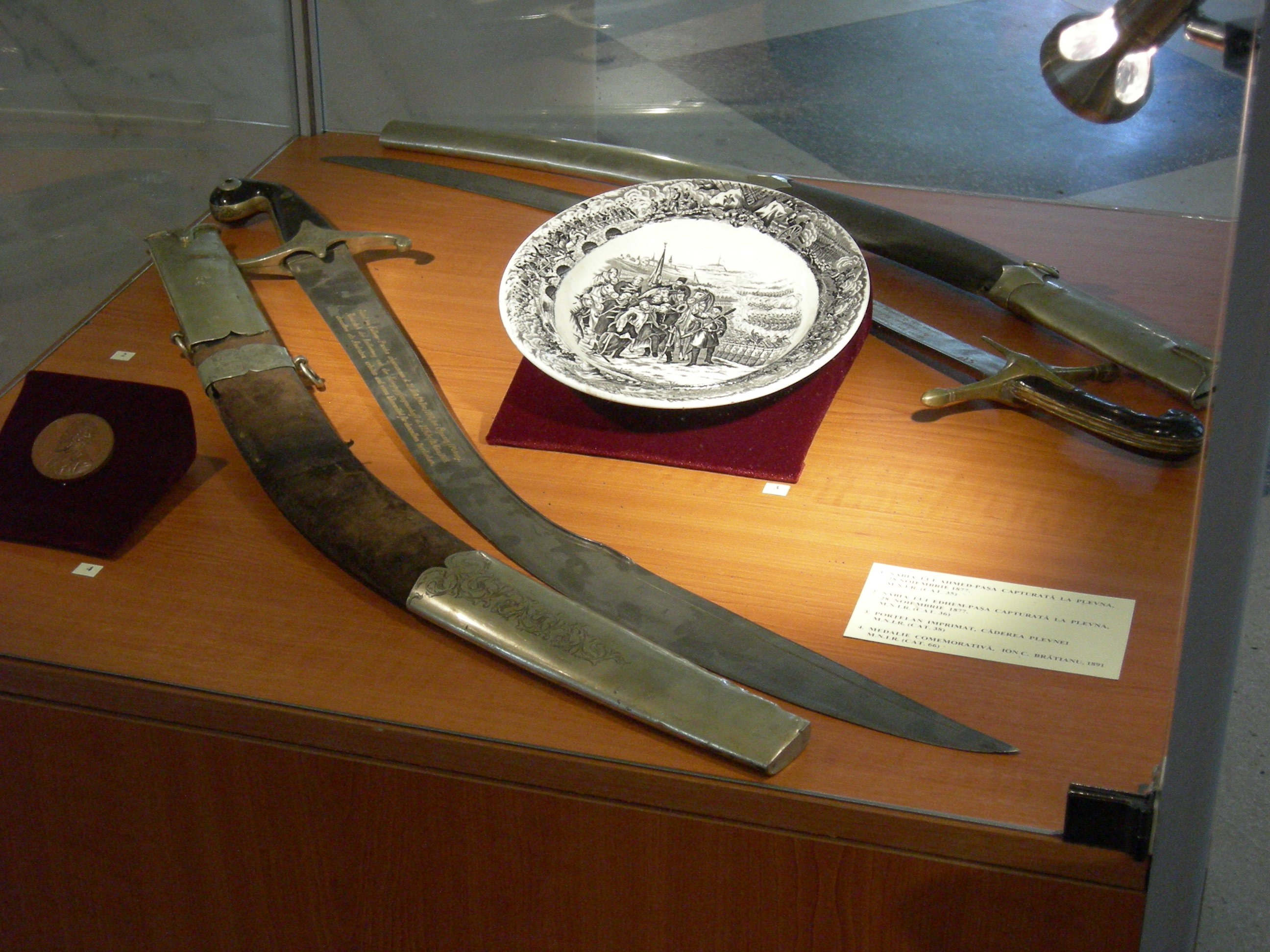
Varios objetos associados Assedio de Plevna
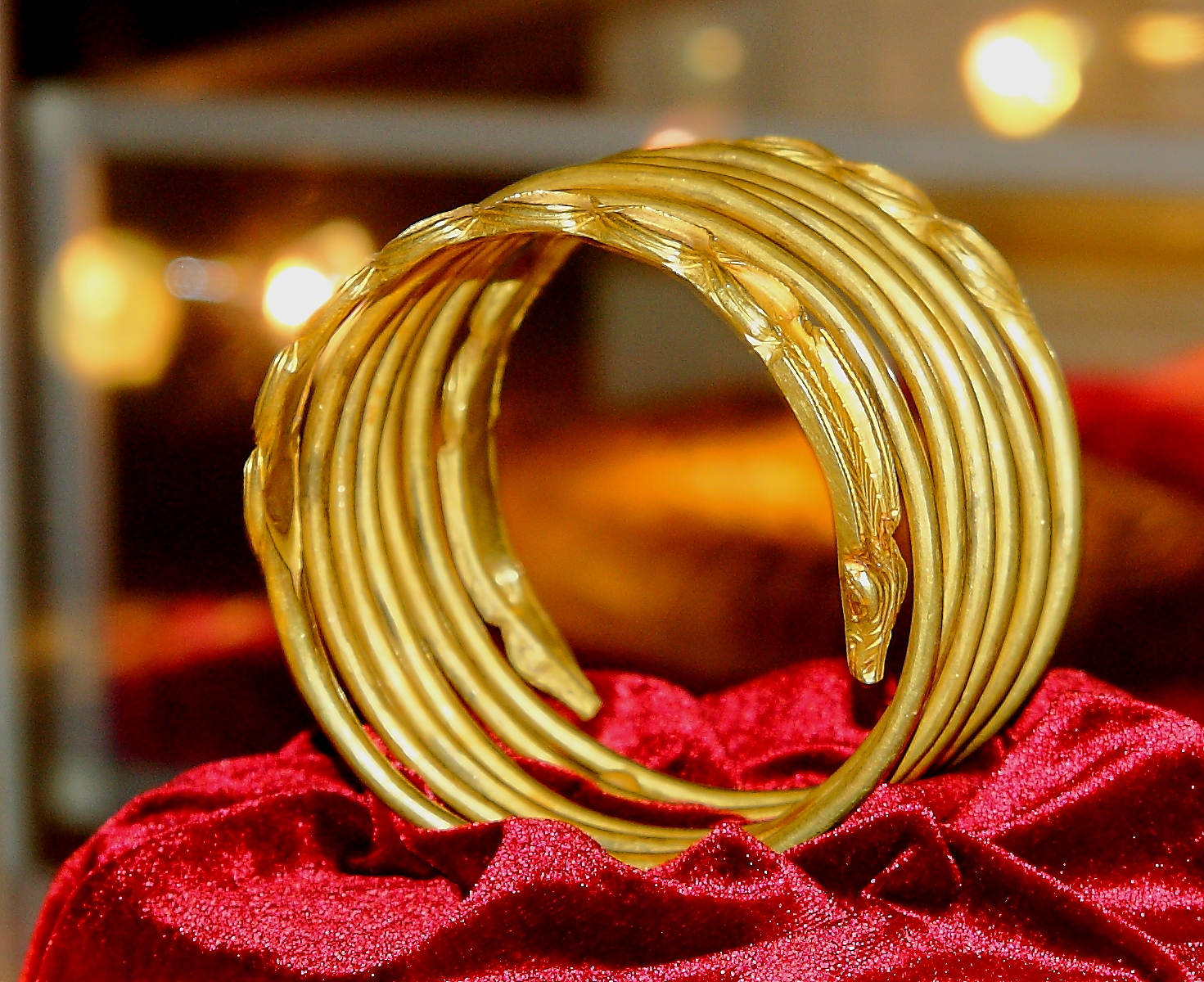
Pulseira Dácia